# Mosze Kusewicki
Mosze Kusewicki (ur. 9 czerwca 1889 w Smorgoniach, zm. 23 sierpnia 1966 w Nowym Jorku) – światowej sławy polsko-amerykański chazan i tenor liryczny.

## Życiorys
Urodził się w Smorgoniach na Wileńszczyźnie w ortodoksyjnej rodzinie żydowskiej. Jego ojciec Awigdor był nauczycielem muzyki i śpiewu, a matka Alta – pianistką. Trzej bracia Moszego: Jakub, Simcha i Dawid również zostali kantorami. On sam śpiewu kantoralnego uczył się już jako dziecko pod okiem swego ojca. Następnie był uczniem Szimona Altera, Efraima Szliapoka i Elijaha Salutkowskiego. W 1920 wyjechał do Wilna, gdzie został kantorem synagogi Sawel. W 1925 został głównym kantorem Wielkiej Synagogi w Wilnie, zastępując na tym stanowisku Gerszona Sirotę. 
W 1927 został głównym kantorem w Wielkiej Synagogi w Warszawie, ponownie zastępując na tym stanowisku Gerszona Sirotę. Kusewicki wykonywał również repertuar świecki, zdobywając międzynarodową sławę. Jego głos porównywano do głosów Jana Kiepury czy Enrico Caruso. Koncertował m.in. w Brukseli, Antwerpii, Budapeszcie, Paryżu, Wiedniu oraz Londynie. W latach 1934 i 1936 odbył podróże do Palestyny, zaś w 1938 odbył pierwszą podróż do Stanów Zjednoczonych, gdzie wystąpił w Carnegie Hall w Nowym Jorku. Mimo iż miał okazję zostać kantorem w wielu znanych synagogach na świecie, to nigdy nie chciał zrezygnować z pracy w Wielkiej Synagodze w Warszawie.
Po wybuchu II wojny światowej wraz z żoną Rają i dziećmi Aleksandrem i Sonią udał się do Związku Radzieckiego, gdzie rozpoczął nową karierę. Śpiewał m.in. w Operze Gruzińskiej w Tbilisi. Od Stalina otrzymał Order Zasługi. Po zakończeniu wojny powrócił do Polski i osiadł w Warszawie. Wziął udział w filmie My, którzy przeżyliśmy w reżyserii Natana Grossa. W 1947 wyemigrował do Stanów Zjednoczonych i osiadł w Nowym Jorku. Śpiewał m.in. w Carnegie Hall oraz w Boston's Symphony Hall. Po licznych dobrych recenzjach amerykańskich krytyków podpisał kontrakt z wytwórnią RCA Victor.
W 1952 został zatrudniony jako kantor w Kongregacji Beth El na Brooklynie – synagodze słynącej ze światowej sławy chazanów. W tym czasie Kusewicki mieszkał w Great Neck na Long Island, jednak specjalnie utrzymywał mieszkanie w Boro Park, aby móc regularnie odprawiać nabożeństwa szabatowe w Beth El. Pracował tam do śmierci. Zmarł na nowotwór. Został pochowany w Jerozolimie na wzgórzu Herzla. 